# Snow Man ASIA TOUR 2D.2D.
『Snow Man ASIA TOUR 2D.2D.』（スノーマン アジア ツアー ニセンニジュウ ディーディー）は、Snow Manのライブ・ビデオ。2021年3月3日にavex traxから発売された。
2020年10月22日（木）から25日（日）までの4日間で9公演が行われた無観客配信ライブの映像化作品。ジャニーズのデビューライブには珍しく、全編がSnow Manの楽曲で構成されている完全オリジナルのコンサートである。総収録時間は10時間を超える。

## 仕様・特典
DVD/Blu-ray初回盤
- DVDは4枚組、Blu-rayは3枚組
- ワンピースBOX＆デジパック仕様
- フォトブックレット52ページ
- 銀テープ封入

DVD/Blu-ray通常盤
- DVDは3枚組、Blu-rayは2枚組
- 初回スリーブ仕様
- 銀テープ封入（初回仕様のみ）

## 収録内容
収録曲は同じだが、通常盤は配信ライブと同様の映像、初回盤は配信ライブとは異なった角度から収録した映像になっている。

### 通常盤・初回盤共通
1. Overture
2. Make It Hot
3. Cry out
4. Party! Party! Party!
5. 紹介RAP〜We are Snow Man〜
6. D.D.
7. ひらりと桜
8. Boogie Woogie Baby
9. Acrobatic
10. ナミダの海を越えて行け
11. Snow World
12. Stories
13. KISSIN' MY LIPS
14. 終わらない Memories
15. Don't Hold Back
16. ファンターナモーレ
17. ZIG ZAG LOVE
18. 君の彼氏になりたい。
19. Lock on!
20. Vanishing Over
21. Lite Feet Dance
22. Crazy F-R-E-S-H Beat
23. IX Guys Snow Man
24. D.D.

### 初回盤
1. ライブツアー密着ドキュメント映像
2. MC集
3. マルチアングル映像（「Cry out」「君の彼氏になりたい。」「IX Guys Snow Man」）
4. 9公演のメンバー別＆グループ ハイライトシーン集

### 通常盤
1. ビジュアルコメンタリー
2. 10月22日初日 ダイジェスト映像

## チャート成績
2021年3月15日付オリコンチャートで、DVDが初週17.0万枚、Blu-rayが23.6万枚を売り上げ、共に初登場1位を獲得した。音楽作品のDVDとBlu-rayを合計した「週間ミュージックDVD・BDランキング」でも合計初週売上40.6万枚で初登場1位を獲得し、3部門同時首位を獲得。1st音楽映像作品のミュージックDVD・BD初週売上としては、25.5万枚を記録したSixTONESの『TrackONE -IMPACT-』を抜き、歴代1位となった。その後も売上を48.3万枚まで伸ばし、2021年の年間「ミュージックDVD・BDランキング」では、嵐の『アラフェス2020 at 国立競技場』に次ぐ第2位となった。